# Nyctemera itokina
Nyctemera itokina är en fjärilsart som beskrevs av Aurivillius 1904. Nyctemera itokina ingår i släktet Nyctemera och familjen björnspinnare. Inga underarter finns listade i Catalogue of Life.